# Liste der Ortsnecknamen im Zollernalbkreis

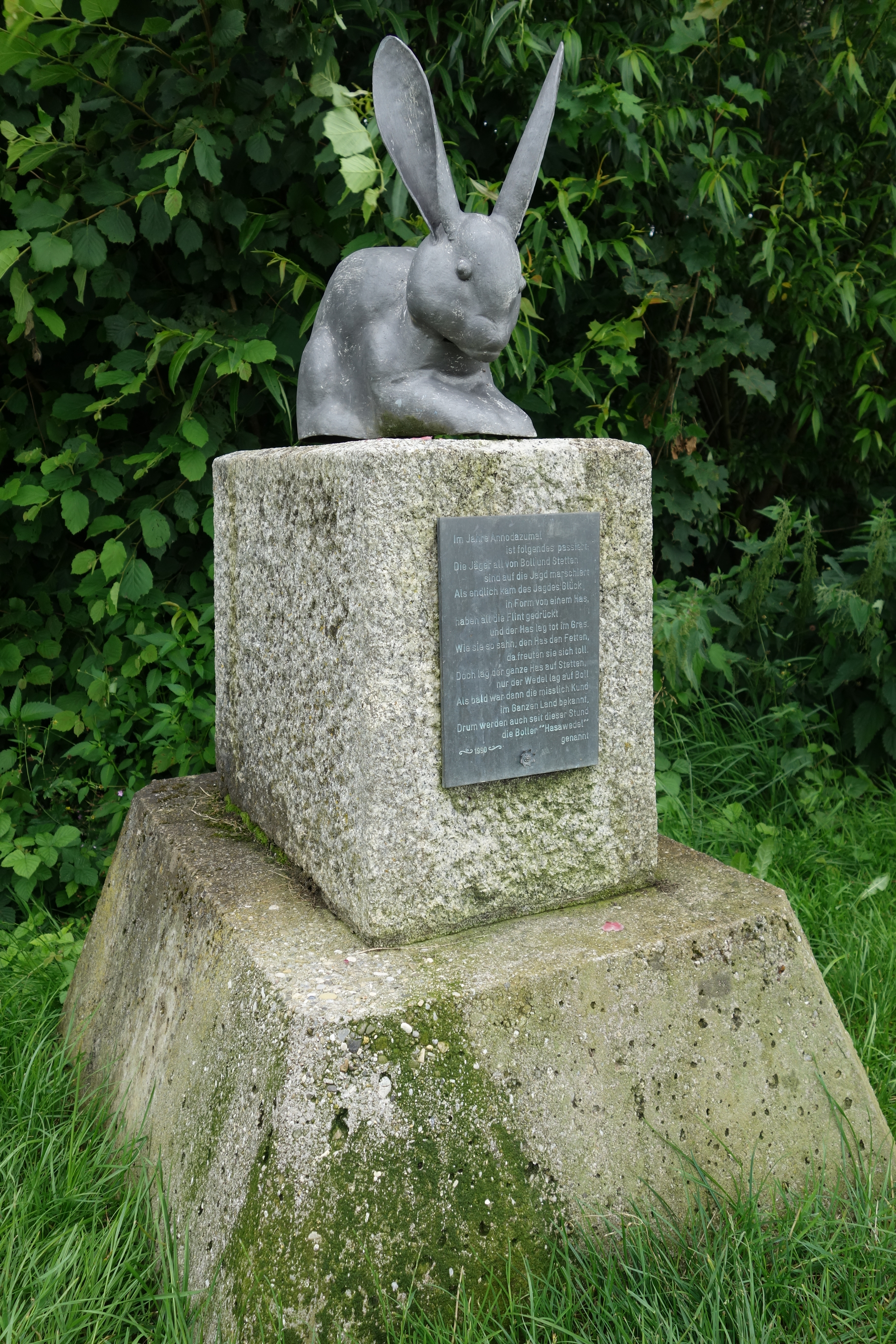
Hasenwedel-Denkmal in Hechingen-Boll

Diese Liste umfasst die im Zollernalbkreis überlieferten Ortsnecknamen.
Die ursprünglich als Spottnamen für die Dorfbewohner genutzten Bezeichnungen sind heute häufig Teil der örtlichen Folklore geworden. Vielerorts wurden Narrenzünfte mit entsprechend gestalteten Figuren nach dem Ortsnecknamen gegründet. In einigen Orten wurden die Ortsnecknamen auch in Denkmälern, Skulpturen oder Straßennamen verewigt. 
Im Zollernalbkreis besonders häufig sind Necknamen, die sich auf Begebenheiten beziehen, bei denen jemand angeblich den Mond fangen oder irgendwie vom Himmel herabholen wollte. Auch die Bezeichnung Spältle(s)gucker ist für mehrere Ortschaften belegt.

## Ortsnecknamen
| Ort                      | Neckname                       | Bedeutung und Herkunft |
| ------------------------ | ------------------------------ | --- |
| Bad Imnau                | Storchenrupfer                 | Weil sie einmal einen Storch gerupft haben sollen. |
| Bad Imnau                | Sauerwasserkröpf               | |
| Balingen                 | Laiblesfresser Laible/Loable   | Das Vespern spielte in Balingen stets eine große Rolle, belegt ist auch der „Balinger Gruß“ „Hoscht scho g’verschpert?“ (Hast du schon gevespert?). Eine populäre Anekdote erzählt von einem Balinger Feuerwehrmann, der bei einem Brand in einer Bäckerei in Heselwangen ausgerufen haben soll: „Schlaget d’Fenschter nei und holet d’Laible raus, dass mer drno glei veschpra ka!“ (Schlagt die Fenster ein und holt die Brotlaibe heraus, damit man danach gleich vespern kann) |
| Balingen                 | Mondrastupfer                  | „Mond-Herunter-Stecher“ |
| Balingen                 | Bänklessitzer                  | Weil die Leute dort nach Feierabend gerne auf einer Bank vor dem Haus sitzen, um zu tratschen. |
| Benzingen                | Gansschnäbel                   | Entweder weil sie beim Gänseessen die Schnäbel aus dem Fenster geworfen haben sollen oder weil ein Gänsediebstahl durch die weggeworfenen Schnäbel geklärt werden konnte. |
| Bickelsberg              | Klotzköpf                      | „Klotzköpfe“ |
| Binsdorf                 | Nenzer                         | Wegen der Aussprach „nenz“ für „nichts“, während im benachbarten Erlaheim schon „nonz“ gesagt wird. |
| Bisingen                 | Huldiger bzw. Nichthuldiger    | |
| Bisingen                 | Kirchemäus                     | „Kirchenmäuse“ |
| Bitz                     | Regenmolle                     | Regenmolle ist einerseits die Bezeichnung für Molche und teilweise auch für andere Kriechtiere, aber auch eine Bezeichnung für einen dickköpfigen Menschen. |
| Bitz                     | Schnoga                        | Schnake, schwäbisch für Mücke |
| Blättringen              | Sausteigreiter                 | |
| Boll                     | Hasenwedel                     | „Hasenschwänzchen“. Weil sie einmal einen Hasen, der auf der Gemarkungsgrenze erlegt wurde, gerade noch an der Blume erwischt hatten und die Nachbarn ihn aber schon an den Ohren hatten. Den Bollemern sei nur die Blume geblieben. |
| Brittheim                | Spältlesgucker                 | Neugieriger Mensch |
| Burgfelden               | Stoaleskratzer                 | Wegen der steinigen Böden, auf denen man die Steine absammeln musste, um Ackerbau betreiben zu können. |
| Burladingen              | Bucklete                       | Bucklige |
| Burladingen              | Nautle                         | Bedeutung unklar |
| Burladingen              | Raucher                        | |
| Burladingen              | Werlhorlz                      | „Nudelholz“, da der Burladinger Zungenschlag ein L, das auf einen Vokal folgt, als ‚rl‘ ausspricht. |
| Dautmergen               | Grundel, Grundlenbäuch         | Wegen der vielen Grundeln (Schmerlen) in der Schlichem und ihren Nebenbächen. |
| Dormettingen             | Klotzmesser                    | Wegen der dicken Heftmesser, die sie mit sich führten. |
| Dotternhausen            | Maufänger                      | „Mondfänger“, weil die Dotternhauserner einmal den Mond mit Misthaken herunterholen wollten. |
| Dotternhausen            | Knausleschießer                | |
| Dürrwangen               | Geißenschmitzer (-schwitzer)   | „Ziegenfärber“. Weil sie ihre Ziegen gefärbt haben, um sie besser verkaufen zu können. |
| Ebingen                  | Hannebel                       | Möglicherweise eine Verballhornung des Doppelnamens Hans Adam oder aufgrund der Aussage eines betrunkenen Ebingers: „I han Nebel“ (Ich habe Nebel). |
| Ebingen                  | Zwiebelliesen                  | |
| Ebingen                  | Mauvergauper                   | „Mondverschütter“, weil die Ebinger den sich im Brunnen spiegelnden Mond mit einem Eimer herausschöpfen wollten. Als der Mond aber nicht mehr im Eimer war, schrie einer: „O je, der Mau isch fort!, Morom hänt ihr au so gaupet?“ (Oje, der Mond ist fort! Warum habt ihr auch so viel verschüttet?) |
| Ebingen                  | Nordlichtspritzer              | Weil die Ebinger einmal ein seltenes Nordlicht für einen Brand hielten und mit der Feuerspritze ausgerückt sind. |
| Endingen                 | Ämpelesfaiser, Ämpelessoacher  | „Ampel-Stinker“ oder „Ampel-Pinkler“ |
| Engstlatt                | Sandfink oder Sandsäck         | Nach dem von dort verkauften Fegesand aus dem Stubensandstein. |
| Engstlatt                | Godnat                         | „Gutnacht“, so wurden die Engstlatter zumindest im Nachbarort Ostdorf genannt. |
| Engstlatt                | Schleifenscheißer              | |
| Erzingen                 | Pflommesäck                    | Pflaumensäcke wurde allgemein als Schimpfwort für einen schwerfälligen, unbeholfenen Menschen gebraucht, aber auch auf die vielen Pflaumen aus Endingen bezogen. |
| Frommern                 | Hohlwegschlupfer/-fischer      | |
| Gauselfingen             | Ganslauser                     | „Gansloser“ wohl aufgrund des ähnlichen Namensanklangs wie Ganslosen, was im Schwäbischen sprichwörtlich als Ort mit besonders einfältigen Bürgern genutzt wurde, ähnlich wie Schilda. |
| Gauselfingen             | Moofänger                      | „Mondfänger“ |
| Geislingen               | Hoke                           | „Haken“ |
| Geislingen               | Spandale                       | |
| Grosselfingen            | Steckenspringer                | |
| Grosselfingen            | Waihtäg(eter)                  | Von der Bezeichnung Waihtag für das jüngste Gericht (Wehtag) |
| Gruol                    | Moofanger                      | „Mondfänger“, weil die Gruoler einmal den Mond mit Misthaken herunterholen wollten. |
| Haigerloch               | Stadtrutscher                  | |
| Hart                     | Speackjäger                    | |
| Hart                     | Schlappairle                   | |
| Harthausen auf der Scher | Vetter                         | „da alles im Dorfe verwandt oder verschwägert ist“ |
| Harthausen auf der Scher | Dull                           | |
| Hartheim                 | Hülbeschlapper                 | Die Hülbe ist ein künstliches Gewässer, das in den Ortschaften der wasserarmen Alb als Wasserspeicher angelegt wurde. |
| Hausen im Killertal      | Steaklesbuabe                  | Stöckchen-Buben, wegen der von ihnen hergestellten Peitschenstecken. |
| Hechingen                | Gansfüß                        | „Gänsefüße“. Weil die Hechinger einer Erzählung nach ihr Rathaus an die Stelle bauten, an der sich zuvor eine Schar Wildgänse niedergelassen hat. |
| Hechingen                | Schlecker                      | |
| Hechingen                | Kuhwedelabhauer                | |
| Hechingen                | Hechinger Messer               | |
| Hechingen                | Dürre Hering                   | |
| Hechingen                | Spüallumpefresser              | Spüllappen-Fresser |
| Heidenstadt              | Goaße                          | Geißen |
| Heselwangen              | Laibleszwicker                 | |
| Höfendorf                | Wasserkröpf                    | |
| Hörschwag                | Spältlesgucker                 | Weil sie nur verstohlen hinter dem Vorhang hervorschauen |
| Hossingen                | Schmalzköpf                    | |
| Hossingen                | Stoaleskratzer                 | wegen der steinigen Böden, auf denen man die Steine absammeln musste, um Ackerbau betreiben zu können. |
| Isingen                  | Halbherren                     | einer, bei dem es nicht zum ganzen Herr reicht |
| Kaiseringen              | Maustupfer                     | „Mondstecher“ |
| Laufen an der Eyach      | Steinkratzer                   | |
| Laufen an der Eyach      | Scheckmanne                    | Weil sie ihre Ziegen scheckig gefärbt haben. |
| Laufen an der Eyach      | Goskräge                       | „Gänsekragen“ |
| Lautlingen               | Gausspanner                    | „Gänsespanner“ |
| Leidringen               | Lauber                         | Nach der dort üblichen Waldstreunutzung. |
| Margrethausen            | Lattenstrecker                 | |
| Margrethausen            | Laiblesverwürger/Loableswürger | „wer heißhungrig Brot hinabwürgt“ |
| Meßstetten               | Mistehocker                    | |
| Meßstetten               | Kälblefärber                   | Kälbchen-Färber. Weil ein Meßstettener Bauer ein Kalb angemalt hatte, um es besser verkaufen zu können. Die Farbe hat einem Regenguss aber nicht standgehalten und lief am Fell herab. |
| Meßstetten               | Nebelspritzer                  | Weil die Meßstettener einmal den Nebel für den Rauch eines Feuers hielten und zum Löschen auszogen. |
| Nusplingen               | Saue oder Sauländer            | Der Plural von Sau ist entweder Säue oder Sauen. Diesen Ortsnecknamen erhielten häufig Orte, die auf der Grenze beider Wörter lagen. Ob das auch für Nusplingen zutrifft, ist unklar. |
| Oberdigisheim            | Zottler                        | |
| Obernheim                | Bienen oder Hommeler           | Bienen oder Hummeln, weil sie ein unruhiges Völkchen seien. Bei den Bienen kommt hinzu, dass die für die Raumschaft ungewöhnliche Bezeichnung in Obernheim gebräuchlich ist, während ansonsten eher von Immen gesprochen wird. |
| Onstmettingen            | Kälbleastreicher               | Kälbchen-Anstreicher. Weil ein Onstmettinger Bauer einem Kalb das Fell gefärbt hat, um es besser verkaufen zu können. |
| Ostdorf                  | Spältlesgucker                 | |
| Owingen                  | Schmuaka                       | |
| Rangendingen             | Narre                          | Narren |
| Rangendingen             | Jäge                           | „Eichelhäher“ |
| Ringingen                | Gollen/Gole                    | Gimpel |
| Roßwangen                | Moostupfer                     | Mondstecher, weil die Roßwanger einmal den Mond von der Lochen herabholen und ihn in einer Miste verstecken wollten. |
| Rosenfeld                | Hongerleider                   | „Hungerleider“, aufgrund des ihnen nachgesagten Geizes |
| Salmendingen             | Heufeldspringer                | Die Hochebene zwischen Salmendingen und Ringingen nennt man Heufeld. |
| Schlatt                  | Moofänger                      | „Mondfänger“ |
| Schlatt                  | Halander oder Haarländer       | wohl vom Hanfanbau |
| Schömberg                | Hörnle, Hornasäger             | |
| Schömberg                | Lauxen                         | Laux ist eine Kurzform des Vornamens Lukas, die häufig pejorativ für dumme Personen genutzt wurde. |
| Schömberg                | Ribelessupper                  | Die Ribelessuppe ist eine Suppe aus Brühe und hineingeriebenem Nudelteig. Sie wurde teilweise auch als Schömberger Suppe bezeichnet. |
| Schömberg                | Grundelbäuch                   | |
| Schörzingen              | Halbhirn                       | |
| Sickingen                | Hornsteiner                    | |
| Sickingen                | Schuirepuuzler                 | |
| Starzeln                 | Bleachle                       | |
| Stein                    | Sandbolle                      | Nach dem von den Steinern verkauften Sand, den sie aus dem Schilfsandstein gewonnen haben. |
| Steinhofen               | Sauköpf                        | Sauköpfe |
| Steinhofen               | Loableszweck                   | Leute, die wie eine Zecke am Brotlaib hängen |
| Stetten bei Hechingen    | Hageverschrecker               | „Bullenerschrecker“, weil sie einmal einen Zuchtbullen mit einem Schreckschuss erschrecken wollten, dieser darauf aber tot umfiel. |
| Stetten bei Haigerloch   | Schmule                        | |
| Stetten unter Holstein   | Rauchkatzen                    | |
| Stockenhausen            | Kriesehoke                     | „Kirschen-Haken“ |
| Stockenhausen            | Kuckuck                        | |
| Straßberg                | Felsenanbinder                 | Weil sie einen Felsen, der herabzustürzen drohte, mit einer Kette fixieren wollten. Der Felsen ist aber unter der Kette hindurchgerutscht. |
| Straßberg                | Öllampensoacher                | Öllampen-Pinkler |
| Streichen                | Goaße                          | Geißen |
| Tailfingen               | Schlapper                      | |
| Thanheim                 | Maurochsen                     | |
| Tieringen                | Schlapper/Schläpper            | |
| Trillfingen              | Hochschüler                    | „weil sie gescheiter sein wollen als andere oder weil sie von ihrem hochgelegenen Dorfe nach Haigerloch in die Lateinschule kamen“ |
| Trillfingen              | Blockstrecker                  | |
| Truchtelfingen           | Bettelmanns-Metzger            | „Weil sie eine Ochsen aufzogen, der bei jedermann nach Brot und Zucker schnüffelte und daher Bettelmann hieß.“ |
| Truchtelfingen           | Spelter oder Spärltler         | Wohl von der Lage im oberen Schmiechatal, das auch Spalt genannt wird. Der hiesige Zungenschlag spricht ein L nach Vokalen als rl aus. |
| Täbingen                 | Knöpflessäck                   | |
| Täbingen                 | Meisailer                      | Wegen der Aussprache des Ausrufs „Meiner Seel“. |
| Unterdigisheim           | Teuchelmäus                    | Ein Teuchel ist eine hölzerne Wasserleitung, die mit bis zu zwei Metern langen Bohrern auf Kiefernstämmen gefertigt wurden, worauf man sich in Unterdigisheim wohl gut verstand. |
| Waldstetten              | Grundeln                       | |
| Waldstetten              | Spältlegucker                  | |
| Weildorf                 | Storchenrupfer                 | Weil sie einmal einen Storch gerupft haben sollen. |
| Weilen unter den Rinnen  | Ummeler                        | Weil sie ein unruhiges Völkchen seien. |
| Weilheim bei Hechingen   | Hutzelbäuch                    | |
| Weilheim bei Hechingen   | Ränft                          | Ranft ist auch ein Schimpfwort für einen Geizhals. |
| Weilheim bei Hechingen   | Mostköpf                       | |
| Weilheim bei Balingen    | Lochenfüchs                    | Bezieht sich auf die Lochen, einen Höhenzug zwischen Weilstetten und Hausen am Tann. |
| Winterlingen             | Maßleidige                     | maßleidig bedeutet so viel wie missmutig, übel gelaunt, verstimmt, unverträglich, reizbar. |
| Winterlingen             | Hülbebrocker                   | |
| Zillhausen               | Spältlesgucker                 | |
| Zimmern                  | Spältesgucker                  | |
| Zimmern unter der Burg   | Stecken                        | |